# Чернушка енисейская
Чернушка енисейская (лат. Erebia jeniseiensis) — дневная бабочка из семейства бархатниц, вид рода Erebia. Длина переднего крыла 18 — 23 мм.

## Этимология названия
Jeniseiensis (топонимическое) — енисейская, так как вид был описан с реки Енисей.

## Описание
Длина переднего крыла 18 — 23 мм. Размах крыльев 34 — 43 мм. Основной фон верхней стороны крыльев чёрно-коричневого цвета. На передних и задних крыльях имеется по 3-4 глазка, которые расположены на рыжих пятнах, часто сливающихся между собой в сплошные перевязи. Рисунок нижней стороны передних крыльев сходен с верхней стороной, нижняя сторона задних крыльев тёмно-коричневого цвета, при этом более тёмная срединная перевязь ограничена беловато-серыми базальным и субмаргинальными полями. Извилистый внешний край тёмной перевязи ограничен беловатыми участками. В субмаргинальной области располагаются изолированные пятна-«глазки», окруженные рыжеватыми ободками. Андрокониальные поля у самцов отсутствуют.

## Ареал и места обитания
Бассейн реки Печоры и Полярный Урал, тайга Средней Сибири к северу по Енисею до приполярных районов, тайга Восточной Сибири к северу до Магаданской области, горы Южной Сибири (Россия), север Монголии.
Бабочки населяют горные тундры, травянистые ивняки и ерники. На восточном склоне Полярного Урала иногда встречается в лиственничных редколесьях и ерниковых тундрах. В Новосибирской области обитает в черневой березово-осиново-пихтовой тайге, очень влажной и слегка заболоченной.

## Биология
Вид, вероятно, имеет двухгодичную генерацию. Лёт бабочек наблюдается в середины июня -до начала августа. Имаго питаются на соцветиях горца большого (Polygonum), герани белоцветковой (Geranium). В пасмурную теплую погоду бабочки сидят на мху, у оснований деревьев в редколесье. Довольно многочисленный вид в локальных местообитаниях, особенно на хорошо увлажненных участках тундровых луговин. Преимагинальные стадии вида не известны. Кормовые растения гусениц не известны, по аналогии с другими видами рода, должны развиваться на злаках.